# Dublon

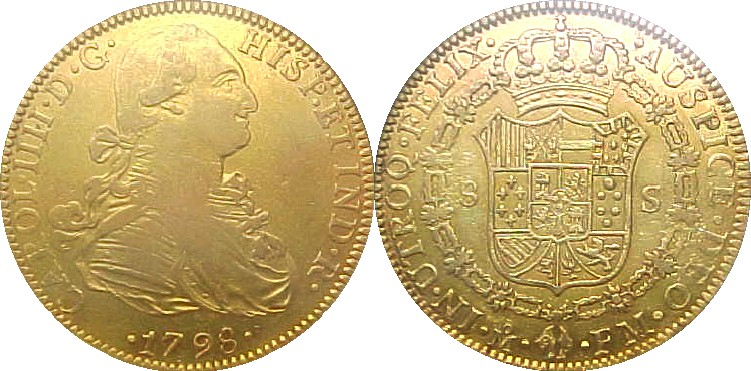
4 dublony z 1798

Dublon – złota moneta hiszpańska o wartości 2 escudo, wprowadzona w 1537 r. przez cesarza Karola V na wzór pistola włoskiego i francuskiego, przedstawiająca w momencie wprowadzenia tarczę herbową z jednej i krzyż z drugiej strony. Od połowy XVIII w. krzyż został zastąpiony popiersiem. 
Bito również 2 oraz 4 dublony. W Europie często podwójne hiszpańskie pistole zwano dublonami, a czterodublonowe monety – kwadruplami.
Ostatnie dublony, o wartości 100 reali, wybito w 1864 r.